# Witold Tomczak

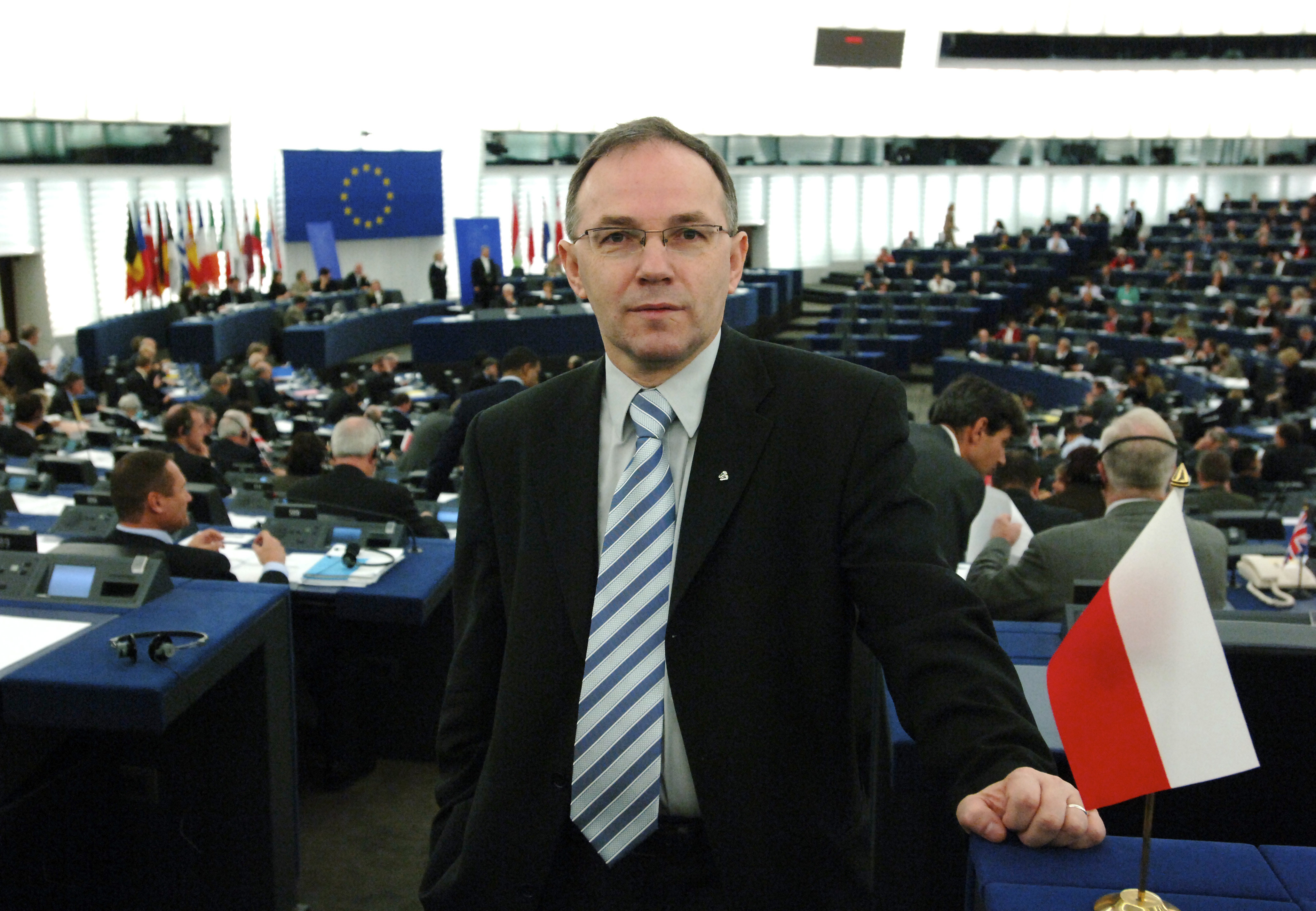
Witold Tomczak (2006)

Witold Stanisław Tomczak (* 5. April 1957 in Kępno, Polen; † 11. März 2025) war ein polnischer Politiker, Arzt, Sejm-Abgeordneter (III. und IV. Kadenz) und 2004 bis 2009 Abgeordneter des Europäischen Parlaments.

## Leben und Karriere
1987 schloss er sein Studium an der Medizinischen Akademie in Katowice ab. Er arbeitete als Arzt in der Gemeinde Łęka Opatowska, wo er von 1990 bis 1998 Mitglied des Gemeinderates war. Von 1997 bis 2001 saß er für die Akcja Wyborcza Solidarność (AWS) auf Empfehlung von Zjednoczenie Chrześcijańsko-Narodowe im Sejm. Er verließ die AWS und gründete die rechte Gruppierung Porozumienie Polskie. In der folgenden Legislaturperiode war er Sejm-Abgeordneter der Liga Polnischer Familien. 2004 wechselte er ins Europäische Parlament, wo er bis 2009 der Fraktion Unabhängigkeit und Demokratie angehörte. Sein Wahlkreis war Wielkopolskie.

## Affäre um Papst-Figur
Im Jahr 2000 beschädigte Tomczak in der Warschauer Galerie Zachęta das Kunstwerk „La Nona Ora – Die neunte Stunde“ (1999). Es stammt von dem Italiener Maurizio Cattelan und zeigt eine Figur von Papst Johannes Paul II., der von einem Meteoriten getroffen wird. Auf einer Auktion im Jahr 2008 erzielte das Werk fast 900.000 $. Die Ausstellung, in der das Werk zu sehen war, war von dem Schweizer Kurator Harald Szeemann zum 100-jährigen Bestehen der Galerie veranstaltet worden. Tomczak hinterließ nach der Beschädigung der Statue einen Pasquill, in dem er die Demission der Galerie-Leiterin Anda Rottenberg forderte. Er nannte sie eine „staatliche Angestellte jüdischer Herkunft“. Kurz darauf reichte Rottenberg ihre Kündigung ein. Am 8. Juli 2008 wurde daher Tomczaks Immunität zum zweiten Mal aufgehoben. Zum ersten Mal verlor er die Immunität im Februar 2008, weil er 1999 in Ostrów Wielkopolski Polizisten beleidigt und gegen die Straßenverkehrsordnung verstoßen hatte.
Der Prozess wegen Sachbeschädigung wurde 2016 eingefroren; 2017 wurde Tomczak begnadigt.